# بريكوله (لاتفيا)
بريكوله (بالإنجليزية: Priekule, Latvia)‏ هي منطقة سكنية تقع في لاتفيا في بلدية بريكول ‏. يقدر عدد سكانها بـ 2,283 نسمة .